# Maireana villosa
Maireana villosa är en amarantväxtart som först beskrevs av John Lindley, och fick sitt nu gällande namn av Paul G. Wilson. Maireana villosa ingår i släktet Maireana och familjen amarantväxter. Inga underarter finns listade i Catalogue of Life.